# Bruine spinthoutkever
De bruine spinthoutkever (Lyctus brunneus), ook wel parketkever of gewone houtboorder genoemd, is een insect dat zich voedt met spinthout van loofhoutsoorten afkomstig uit tropische of gematigde klimaten. De kever is vermoedelijk van Noord-Amerikaanse afkomst en heeft de gehele wereld als verspreidingsgebied.